# Aiguille de l'M
L'aiguille de l'M, qui culmine à 2 844 mètres d'altitude, est un sommet massif du Mont-Blanc. Elle est la moins élevée des aiguilles de Chamonix, chaînon dont elle constitue l'extrémité septentrionale. Elle possède des sommets jumeaux avec la pointe nord-est et la pointe Albert (ou sud-ouest).

## Toponymie
L'aiguille de l'M doit son nom à son aspect depuis la vallée de Chamonix, qu'elle surplombe.
La pointe Albert doit son nom à Albert Ier, roi des Belges.

## Géographie
L'aiguille de l'M a deux cimes :
- la pointe nord-est (2 844 mètres, point culminant) ;
- la pointe Albert ou pointe sud-ouest (2 816 mètres).

Elles sont séparées par la brèche de l'M à 2 774 mètres.
L'aiguille de l'M est elle-même reliée par le col de la Buche (2 785 mètres) à l'aiguille des Petits Charmoz au sud-est.

## Alpinisme
L'arête nord-nord-est, dont le premier parcours intégral a été réalisé le 24 août 1948 par N. Kristoffovitch, Morel et Peyrote avec le guide André Contamine, est la no 18 des 100 plus belles courses du massif du Mont-Blanc de Gaston Rébuffat.
Les voies Couzy (Jean Couzy et M. Prost, le 25 juillet 1952) et Ménégaux (J.-C. et S. Ménégaux et J. Poullain, août 1948), dans le versant nord-ouest, constituent ensemble la no 46.